# Kråkeneset (Kvinnherad)
Ne doit pas être confondu avec Kråkeneset.
Kråkeneset, est une île dans le landskap Sunnhordland du comté de Vestland. Elle appartient administrativement à Kvinnherad.

## Géographie
Rocheuse et désertique, elle s'étend sur environ 48 m de longueur pour une largeur approximative de 27 m. Elle est reliée au continent.